# Teskedsorden
Teskedsorden var en svensk ideell stiftelse som grundades 2006 av Tidningen Vi på initiativ av Camilla Nagler. Den försattes i konkurs 2021 efter att under flera år ha präglats av stora arbetsmiljöproblem och mycket hög personalomsättning.
Teskedsorden syfte var att arbeta för att skapa ett rättvist samhälle där allas rättigheter respekteras oavsett etnicitet, kön, sexualitet eller funktionalitet. Organisationen uppgavs arbeta med projekt, utbildning och opinionsbildning med målet att skapa en respektfull dialog människor emellan och att motverka diskriminering och rasism .  
Stiftelsen uppgav att deras verksamhet byggde på FN:s allmänna deklaration om de mänskliga rättigheterna (UDHR), FN:s konvention om avskaffande av alla former av rasdiskriminering (CERD) samt FN:s konvention om barnets rättigheter (CRC).[källa behövs]

## Verksamhet
Teskedsordens namn var inspirerat av ett stycke i Amos Oz' bok Hur man botar en fanatiker. Oz skriver i den att den som för "att släcka en eld inte har en vattenhink eller ens ett vattenglas att tillgå, får till nöds i alla fall använda en tillgänglig tesked".[källa behövs]
Teskedsorden drev sedan starten 2006 en verksamhet riktad mot skolan, barn och unga med syfte att främja mångfald och tolerans. Med bas i kultur och berättelser, såsom film, litteratur, musik och teater, syftade Teskedsordens projekt till att med barn och unga inleda samtal om alla människors lika värde, rättigheter och styrkan i mångfald. Teskedsorden bedrev även utbildningsinsatser för lärare och skolledare med syfte att fortbilda inom dessa frågor och ge verktyg för att arbeta mot intolerans, rasism och trakasserier i skolan. Organisationen bedrev även opinionsbildning och påverkansarbete. Bland annat verkade Teskedsorden för att Sverige skulle lagstifta för ett förbud mot högerextrema organisationer . 

### Styrelse och ledning
Teskedsordens generalsekreterare under det sista verksamhetsåret var Lovisa Fhager Havdelin. I stiftelsens styrelse ingick Camilla Nagler, Lovisa Fhager Havdelin, Lill Lindfors, Jason Diakité, Amne Ali, Kent Persson, Suad Ali och Lili Assefa.
Bland tidigare styrelseledamöter finns Lars Leijonborg, Margot Wallström och Lisa Bjurwald.
Sigrid Rausing var hedersledamot.

### Ekonomi
Insamlade medel året 2018
|  | Stat (bidrag) 4276 tKr (48,0 %) |

|  | Företag (bidrag) 1580 tKr (17,7 %) |

|  | Företag (gåvor) 1079 tKr (12,1 %) |

|  | Stiftelser och fonder (gåvor) 1345 tKr (15,1 %) |

|  | Stiftelser och fonder (bidrag) 461 tKr (5,2 %) |

|  | Allmänhet (gåvor) 162 tKr (1,8 %) |

Stiftelsen Teskedsorden var icke-vinstdriven och finansierades genom stöd från främst svenska staten men även företag och stiftelser. Stödet bestod av bidrag (villkorade medel) och gåvor (ej villkorade medel).
Mellan 2011 och 2020 fick stiftelsen sammanlagt cirka 7,8 miljoner kr i statsbidrag från Myndigheten för ungdoms- och civilsamhällesfrågor för olika projekt.
Stiftelsen hade ett 90-konto och var medlem i Frivilligorganisationernas insamlingsråd, men fråntogs den 3 maj 2021 av Svensk insamlingskontroll rätten att använda dem på grund av att stiftelsen försattes i konkurs. 
Anställda uppmanades att prioritera projekt och ansökningar som gav höga intäkter framför sådant som hade att göra med stiftelsens egentliga syfte och innehåll.

### Konkurs
Stiftelsen Teskedsorden försattes i konkurs av Stockholms tingsrätt den 29 april 2021.
Organisationen präglades under flera år av stora arbetsmiljöproblem och mycket hög personalomsättning. Flera medarbetare slog larm.
Enligt styrelseordföranden Camilla Nagler var det de ekonomiska effekterna av coronavirusutbrottet 2020–2021 i Sverige som låg bakom beslutet att avveckla stiftelsen. Enligt tidigare anställda var istället orsaken interna problem som organisationen hade haft under flera år, och konkursen var en logisk fortsättning på det. Flera anställda beskrev stora arbetsmiljöbrister och att personal behandlades illa och sedan slutade. I ett brev ställt till styrelsen sommaren 2020 ombads den ingripa mot vad författarna kallade "ett destruktivt ledarskap, en orimlig arbetsbelastning och repressalier mot personalen" och att cheferna styrde genom "skuldbeläggande, utskällningar, bortförklaringar, utfrysning och exkluderande av personal som protesterar".

## Projekt
Vid verksamhetens grundande skickades Oz bok ut till samtliga elever i gymnasiets årskurs 1. Syftet med projektet var att med humor och värme inleda en dialog om fanatismens mekanismer och hur den kan motverkas. Sedan projektets start har närmare 800 000 exemplar av boken delats ut till gymnasieelever runt om i Sverige.[källa behövs]

### Vem är du? En bok om tolerans
Teskedsorden gav tillsammans med bokförlaget Rabén & Sjögren barnboksförfattaren Pernilla Stalfelt i uppdrag att skriva Vem är du? En bok om tolerans. Drygt 220 000 exemplar av boken har skickats ut som gåva till elever i årskurs 3. Våren 2014 publicerades en trespråkig upplaga (svenska, engelska och arabiska) för att den också skulle nå nyanlända barn och barn med svenska som andraspråk.[källa behövs]

### Filmprojekt
För att stimulera till diskussion i klassrummet om tolerans längre ner i åldrarna arbetade Teskedsorden med att distribuera filmerna Zozo, This Is England, Precious och Trevligt folk till samtliga åttondeklassare i Sverige.[källa behövs]

### Inte en främling
Från 2014 drev Teskedsorden ett webbprojekt med syfte att lyfta personliga berättelser och erfarenheter av utanförskap, mångfald och identitet på plattformen Inte en främling. På hemsidan publicerades under en period en ny berättelse varje vecka från både kända och mindre kända svenskar som fick dela sin berättelse. Bland annat finns texter av Dragomir Mrsic, Emerich Roth, Rickard Wolff, Soraya Post och Sannah Salameh.[källa behövs]
Under våren 2015 gav Teskedsorden tillsammans med Norstedts förlag ut en bok med samtliga bidrag, samt en lättläst version av boken på Vilja Förlag . 

### Alla borde vara feminister
Teskedsorden inledde 2015 ett samarbete med Sveriges Kvinnolobby, Svenska FN-förbundet, TCO, LO, Unizon, Gertrud Åström och Albert Bonniers Förlag, med syfte att ge ut boken Alla borde vara feminister till samtliga elever i årskurs 2 på gymnasiet. Författaren till boken är Chimamanda Ngozi Adichie och texten är från början ett TED-föredrag som setts av över två miljoner människor på YouTube. Förhoppningen med projektet var att boken skulle vara en språngbräda för diskussioner om jämställdhet och feminism.[källa behövs]

### Reality Check
I februari 2018 lanserade organisationen appen Reality Check, Sveriges första app mot rasism i samarbete med Mångkulturellt Centrum i Fittja och Anna Lindhs Minnesfonds nätverk. Reality Check syftade till att genom interaktivitet och inträdande i en karaktär få unga att reflektera kring rasism och privilegier. Appens material var baserat på unga personers verkliga berättelser och erfarenheter av vardagsrasism i Sverige. Spelet var upplevelsebaserat och utformat så att användaren kan välja att följa olika karaktärer under fem dagar och få ta del av olika pop-up-meddelanden avsedda för rollfiguren. I appen kunde användarna spela rollfigurer som muslimska Donia, afrosvenska Malcolm, asiatiska Jiang-Li, romska Rosa och judiske Levi. Appen riktades främst till unga i åldrarna 13-19 men också till lärare som arbetar med elever i dessa åldrar samt allmänheten. Reality Check fanns att kostnadsfritt ladda ner på App Store och Google Play. En kostnadsfri lärarhandledning medföljde även appen. Projektet finansierades av Allmänna arvsfonden och Myndigheten för ungdoms- och civilsamhällesfrågor.[källa behövs]

### Barnens Planet
Barnens planet är en barnbok med tillhörande musik och handledning framtagen av Teskedsorden som ett verktyg för förskolepedagoger att arbeta med mångfald genom bild, sång och text. Barnens planet tar sin utgångspunkt i Barnkonventionen och syftet är att förmedla dess budskap om alla barns lika rättigheter även till de små. Med hjälp av Barnens planet kan förskolepedagoger på ett lekfullt och kreativt kan behandla frågor om mångfald och allas lika värde tillsammans med barnen.

### App Against Racism
Appen skulle "ge lärare, elever och allmänheten ett verktyg för att arbeta med frågor och starta samtal om normer, rättigheter och privilegier". För detta projekt tilldelades stiftelsen totalt ca 4,5 miljoner kronor från Arvsfonden och MUCF.

### Rassekollen
Ett frågeformulär 2019 avsett att kontrollera om en dejt har "schyssta värderingar".
Dramatikern Stina Oscarson var kritisk och menade att det var klassförakt.
Adam Cwejman skrev att de rasteorier som salufördes av Teskedsorden var ett grundskott mot den liberala demokratins själva grundförutsättningar" och att det inte var okontroversiellt att Arvsfonden och Myndigheten för ungdoms- och civilsamhällesfrågor finansierade radikala åsikter om ras. Cwejman skrev att Rassekollen inte främst undersökte vem som är rasist eller inte utan vem som höll med om Teskedsordens ideologiska hållning.

### Förbjuden musik
I oktober 2019 beviljades Teskedsorden 1,7 miljoner kronor från Arvsfonden för projektet "Förbjuden musik".

## Stipendier och priser
Teskedsorden delade varje år ut ett eller två stipendier på 50 000 kronor vardera till personer eller grupper som gjort en insats för ett tolerantare och mänskligare samhälle.[källa behövs]

### Pristagare
- 2008: Regissören Josef Fares och flyktingaktivisten Anita Dorazio[20]
- 2009: Ungdomsföreningen Vi på Filten och musikern Ale Möller[21]
- 2010: Zana Muhammad och Kerstin Blomberg[22]
- 2011: Chefsdirigenten Gustavo Dudamel och Teater Fryshuset[23]
- 2012: Polisintendent Lars Serenander och lärarna Filippa Engellau och Björn Andersson[24]
- 2013: Maja Lundberg och Kamratföreningen IFK Tumba Fotbollsklubb[25]
- 2014: Ebba Åkerman och Jason "Timbuktu" Diakité[26]
- 2015: Filip Hammar, Fredrik Wikingsson, Karin af Klintberg och Anders Helgeson[21]
- 2016: Niklas Orrenius och klass 6 på Lillboskolan i Edsbyn[27]
- 2017: Soran Ismail och kören Gränslösa röster[28]
- 2018: Danny Lam, TNKVRT[29]
- 2019: Patrik Lundberg och Malin Mattsson Flennegård[30]

Mellan 2010 och 2013 delade Teskedsorden även ut ett särskilt litteraturpris:
- 2010: Christina Wahldén, I gryningen tror jag att mamma ska väcka mig[31]
- 2011: Arkan Asaad, Stjärnlösa nätter[32]
- 2012: Janne Teller, Om det var krig i Norden[33]
- 2013: Lisa Bjurwald, Skrivbordskrigarna - Hur extrema krafter utnyttjar internet[34]